# 翁尼·佩利宁
翁尼·佩利宁（芬蘭語：Onni Pellinen，1899年2月14日—1950年10月30日），芬兰男子摔跤运动员。他曾代表芬兰参加1924年、1928年和1932年夏季奥林匹克运动会摔跤比赛，共获得一枚银牌和二枚铜牌。